# Pseudoatta argentina
La Pseudoatta argentina è una specie di insetto della famiglia Formicidae. È endemica in Argentina. Come tutte le specie della tribù Attini è una formica coltivatrice di funghi.